# جون أو. نيومان
جون أو. نيومان (بالإنجليزية: Jon O. Newman)‏ هو قاضي ومحامي أمريكي، ولد في 1932 في نيويورك في الولايات المتحدة.